# Gustaf Enebom
Gustaf Enebom, född 11 oktober 1721 i Enköping, död 13 maj 1796 i Leksands församling, var en svensk präst.

## Biografi
Gustaf Enebom föddes 1721 i Enköping. Han var son till rådmannen Pehr Enebom och Margareta Melin. Enebom blev 1730 student vid Uppsala universitet och avlade 1746 magistergraden. Han stannade vid universitetet till han prästvigdes 23 juni 1750, då han kallades av riksrådet greve Ehrenpreus. Enebom blev 16 oktober 1751 vice notarie i Hovkonsistoriet och bönepräst i Hovförsamlingen. Han blev 23 juli 1755 extra ordiniare hovpredikant och blev  19 oktober 1756 teologie doktor vid jubelfesten i Greifswald. Enebom blev 9 april 1759 ordinarie hovpredikant och assessor i Hovkonsistoriet. Han befordrades 12 januari 1767 till överhovpredikant och preses i Hovkonsistoriet, samt blev 8 april 1767 kungen biktfader. Enebom blev även 23 november 1767 ordenspredikant.
Enebom utnämndes 26 juli 1768 till kyrkoherde i Leksands församling och flyttade i december 1770 till Leksand. Han blev 17 mars 1771 kontraktsprost i Leksands kontrakt och avsade sig den befattningen 1775. Enebom var predikant vid prästmötet 1779 och besöktes 1788 av kungen under dess resa till Dalarna. Han avled 1797 i Leksands församling.

### Familj
Enebom gifte sig 8 november 1768 med Karin Beata Torpadius (1750–1797), dotter till rådmannen Johan Israel Torpadius i Stockholm. De fick tillsammans barnen fältprosten och kyrkoherden Adolf Ludvig Enebom i Falun, Margareta Enebom som var gift med sekreteraren och possessionaten C. E. von Schantz, possessionaten Gustaf Enebom, länsbokhållaren Carl Johan Enebom, Sophia Catharina Enebom som var gift med hovapotekaren Lars Michael Camin, grosshandlaren Knut August Enebom i Stockholm, Eva Carolina Enebom som var gift med brukspatronen Henric Gahn och hemmansägaren Israle Enebom.